# Filološka fakulteta v Beogradu
Filološka fakulteta (izvirno srbsko Филолошки факултет у Београду), s sedežem v Beogradu, je fakulteta, ki je članica Univerze v Beogradu.